# Sándor Petőfi
Dans le nom hongrois Petőfi Sándor, le nom de famille précède le prénom, mais cet article utilise l’ordre habituel en français Sándor Petőfi, où le prénom précède le nom.
Sándor Petőfi ([ˈʃaːndoɾ], [ˈpɛtøːfi]), né Alexander Petrovics (sur le registre de baptême en latin) le 1er janvier 1823 à Kiskőrös et mort le 31 juillet 1849 à Segesvár, est considéré comme le poète inspirateur du nationalisme hongrois. Protagoniste actif de la Révolution hongroise de 1848, il est également un représentant de premier plan du courant romantique et du mouvement des nationalités dans l'Europe de la première moitié du XIXe siècle.

## Biographie
Il est le fils d'István Petrovics (d'origine serbe ou slovaque, Stevan ou Štefan Petrovič), et de Mária Hrúz (d'origine slovaque et dont la langue maternelle était le slovaque). Il fréquente à partir de 1828 l'école élémentaire luthérienne de Kecskemét, de 1833 à 1834, le lycée évangélique du Fasor (en) à Pest, puis jusqu'en 1835, le lycée piariste, et enfin jusqu'en 1839, le lycée d'Aszód. Il quitte le lycée, rejoint une troupe de théâtre ambulante et joue des rôles de figuration au Théâtre national. De 1839 à 1841, il est soldat, avant d'être réformé. Puis il est à nouveau acteur et étudie à Pápa. Il y rencontre Mor Jokai, avec qui il devient ami.

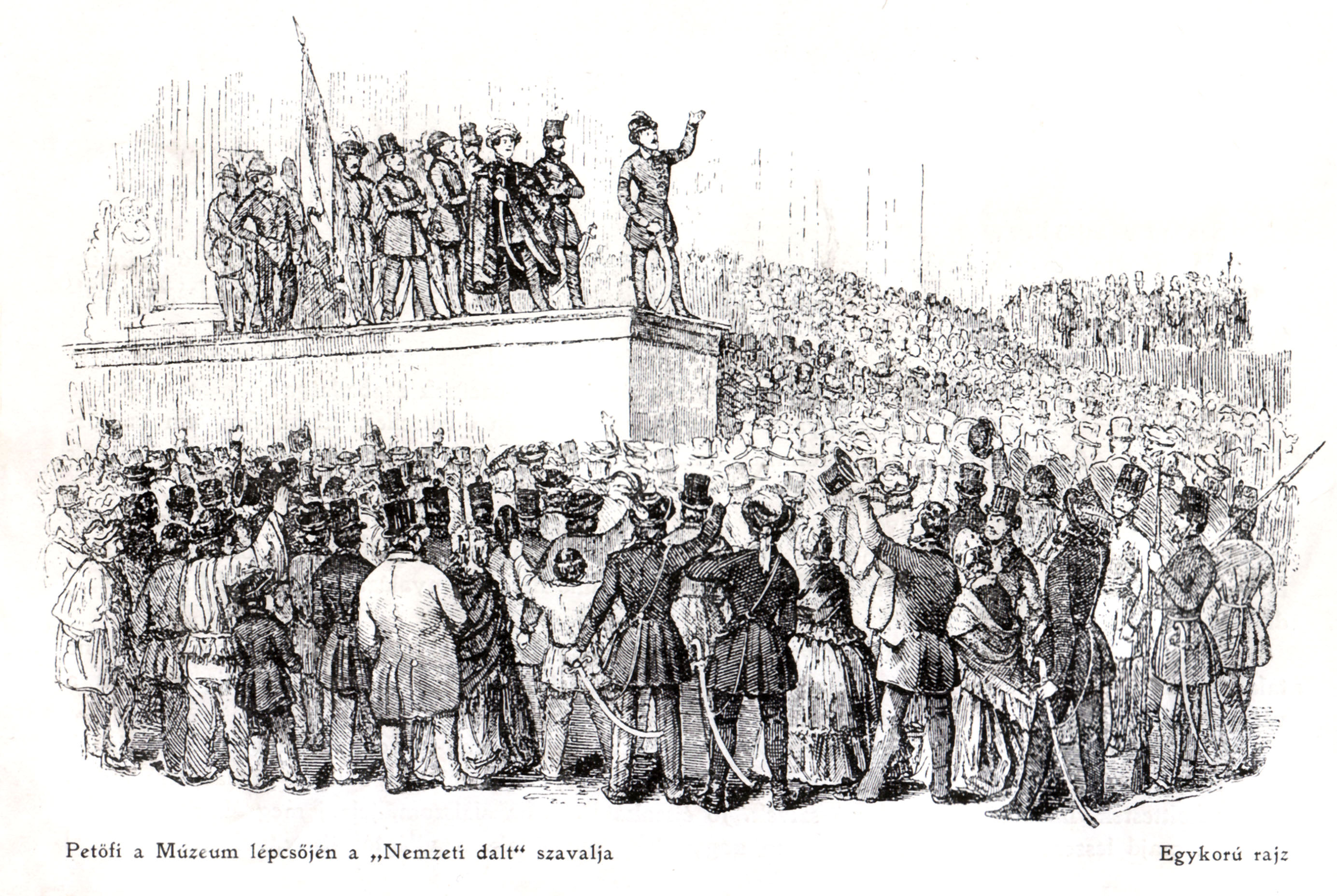
Petőfi déclamant son Chant national sur les marches du Musée national (dessin tiré d'un tract de l'époque)

Son premier poème est publié en mai 1842 sous le nom de Petrovics, puis à partir de novembre de la même année il utilise le nom Petőfi (composé de Pető, ancien surnom hongrois de Péter, et de fi(ú), en hongrois « fils de » correspondant à -vič). Deux ans plus tard, après avoir trouvé un emploi de journaliste assistant à Pest, il publie avec l'appui de Mihály Vörösmarty sa première collection de poèmes. Le 8 septembre 1847, il épouse Júlia Szendrey, avec qui il a un fils, Zoltán (né le 15 décembre 1848). Dès ses premières œuvres, malgré son ascendance non hongroise, il s'attache très fortement à la nationalité hongroise et devient même le principal inspirateur des groupes radicaux de la révolution, prônant alors l'indépendance du royaume de Hongrie hors de l'empire d'Autriche et des possessions des Habsbourg. L'année de la révolution hongroise de 1848, il est à la tête de la « jeunesse de Pest » et est l'un des chefs spirituels de la révolution.
Le 15 octobre 1848, il devient capitaine dans un bataillon de Debrecen. À la suite d'une dispute avec un supérieur, il sert comme aide de camp en 1849 sous le commandement du fameux général polonais Josef Bem dans la lutte de libération contre les Habsbourg. Il disparaît le 31 juillet 1849 à la bataille de Segesvár (en) (Sighișoara), probablement tombé sur le champ de bataille comme prophétisé dans ses poèmes. Une théorie populaire en Hongrie est que les Russes combattant du côté des Habsbourg l'auraient déporté en Sibérie, où il aurait même fondé une famille, mais ce n'est pas l'opinion des historiens.

## Œuvre

### Originalité de sa poésie
Il a introduit dans la poésie hongroise des thèmes inconnus jusque-là : la vie familiale, dans la poésie amoureuse la description de l'amour conjugal, et dans sa poésie sur les régions hongroises la peinture de la puszta, de la grande plaine.
À ses débuts, dans son premier recueil il suit un style populaire (népies) relativement nouveau à l'époque, qui veut exprimer les possibilités de la poésie populaire traditionnelle (népköltészet), la découverte et la puissance de l'art populaire. Au cours de son parcours poétique, sa langue se libère du « style élevé » de Kazinczy, il abandonne les éléments mythologiques et les périphrases affectées. Il s'adresse à tout le monde de façon compréhensible et simple, il fait entrer dans la littérature la langue du peuple tout en y faisant apparaître en même temps le vocabulaire de l'homme éduqué de son temps.
Au lieu des beaux atours extérieurs des poèmes, il met en position centrale la pensée ; ce qui est dit est plus important que la perfection formelle.

### Poésies les plus célèbres
- Poésies de style populaire: Befordúltam a konyhára… (1843), A virágnak megtiltani nem lehet… (1843), A borozó (1842), Ez a világ amilyen nagy… (1844), Szeget szeggel (1843), Távolból (1843), Anyám tyúkja (1848)
- Poésies familiales: Egy estém otthon (1844), Füstbement terv (1844), István öcsémhez (1844)
- Poésies narratives: A helység kalapácsa (1844), János vitéz (1845), Bolond Istók (1847), Az apostol (1848)
- Descriptions de voyages: Úti levél, Életképek (1844)
- Poésies sur une région: Az alföld (1844), A Tisza (1847), A puszta, télen (1848), A Kiskunság (1848)

| Mit nekem te zordon Kárpátoknak Fenyvesekkel vadregényes tája! Tán csodállak, ámde nem szeretlek, S képzetem hegyvölgyedet nem járja. - extrait de Az alföld | (La grande plaine : Qu'es-tu pour moi, région sauvage de sapins des rudes Carpates ! Je t'admire peut-être, mais je ne t'aime pas, mon imagination ne parcourt pas tes monts et tes vallées.) |

- Poésies amoureuses: Fa leszek, ha… (1845), Reszket a bokor, mert… (1846), Szeptember végén (1847), Beszél a fákkal a bús őszi szél… (1847), Minek nevezzelek? (1848)

| Fa leszek, ha fának vagy virága. Ha harmat vagy: én virág leszek. - extrait de Fa leszek, ha… | (Je serai un arbre, si d'un arbre tu es la fleur. / Si tu es rosée : je serai fleur.) |

| Reszket a bokor, mert Madárka szállott rá. Reszket a lelkem, mert Eszembe jutottál … - extrait de Reszket a bokor, mert… | (Le buisson frémit, parce qu'un oiseau s'y est posé. / Mon âme frémit, parce que tu m'es venue à l'esprit.) |

- Poésie visionnaire révolutionnaire: A XIX. század költői (1847), Egy gondolat bánt engemet… (1846), Nemzeti dal (1848), Föltámadott a tenger… (1848)

Nemzeti dal (« chant national »), symbole du patriotisme hongrois, est considéré comme un équivalent populaire de l'hymne national (Himnusz).
| Egy gondolat bánt engemet: Ágyban, párnák közt halni meg! … Ne ily halált adj, istenem, Ne ily halált adj énnekem! - extrait de Egy gondolat bánt engemet… | (Une pensée me tourmente : / Mourir dans un lit, parmi des coussins ! / … Ne me donne pas une telle mort, mon dieu, / Ne me donne pas une telle mort à moi !) |

- Poèmes de la lutte de libération: Csatadal (1848), A vén zászlótartó (1848), Európa csendes, újra csendes… (1849)

## Sources
- (de)/(hu) Cet article est partiellement ou en totalité issu des articles intitulés en allemand « Sándor Petőfi » (voir la liste des auteurs) et en hongrois « Petőfi Sándor » (voir la liste des auteurs).